# 伊夸納鄉
44°25′N 24°43′E / 44.417°N 24.717°E
伊夸納鄉（羅馬尼亞語：Comuna Icoana, Olt），是羅馬尼亞的鄉份，位於該國南部，由奧爾特縣負責管轄，面積52平方公里，海拔高度142米，2007年人口2,012，人口密度每平方公里38人。